# Boarmia stigmaria
Boarmia stigmaria là một loài bướm đêm trong họ Geometridae.